# Trypanosoma evansi
Trypanosoma evansi ist eine Art von einzelligen Parasiten aus der Gattung der Trypanosomen, die als Krankheitserreger der Surra, einer Tierseuche vor allem bei Pferden und Kamelen in Nordafrika, im Nahen und Mittleren Osten, in Asien und in Lateinamerika auftritt. Der Parasit wird meist durch Bisse von Bremsen übertragen; eine Vermehrung des Parasiten findet im Insekt jedoch nicht statt. Auch der ursprünglich Trypanosoma equinum genannte Erreger der Mal de Caderas, einer Seuche bei Pferden in Südamerika, wird inzwischen zur Art Trypanosoma evansi gezählt.
In Indien wurde ein Fall eines durch Trypanosoma evansi erkrankten Menschen beschrieben; normalerweise sind Menschen gegenüber diesem Erreger resistent.

## Entdeckung und Beschreibung
Trypanosoma evansi wurde 1880 vom britischen Tierarzt Griffith H. Evans (1835–1935) in Indien in an der Surra erkrankten Pferden entdeckt. Nach Evans wurde die Art vom Tierarzt J. H. Steel erst irrtümlich Spirochaete evansi genannt, in der Annahme, es handele sich um Bakterien aus der Gruppe der Spirochäten. 1888 wurde dies zum heute gültigen Namen Trypanosoma evansi korrigiert. Die Entdeckung von Trypanosoma evansi war der erste Fall, bei dem ein Parasit aus der Gattung der Trypanosomen als Krankheitserreger nachgewiesen wurde.
Der Einzeller hat eine einzelne Geißel, die an der Zelloberfläche unter einer undulierenden Membran zum Vorderende der Zelle verläuft und dort zu einer freischwingenden Geißel wird. Ferner haben die Zellen einen kleinen Kinetoplasten, einer Ansammlung von Desoxyribonukleinsäure innerhalb eines großen Mitochondriums; in manchen Isolaten fehlt der Kinetoplast. Der Parasit kommt nur in einer bis zu 33 µm langen trypomastigoten Zellform vor. Mikroskopisch ist der Parasit nicht von Trypanosoma brucei oder Trypanosoma equiperdum zu unterscheiden.
Derzeit wird die Art Trypanosoma evansi in die Untergattung Trypanozoon eingeordnet. Mit Trypanosoma equinum wurde ursprünglich eine eigene Art bezeichnet, die in Südamerika als Erreger der Mal de Caderas oder Kreuzlähme bei Pferden beschrieben wurde. Diese Art wird inzwischen als Form von Trypanosoma evansi angesehen.
Nach molekularen Untersuchungen sind alle Vertreter der Untergattung Trypanozoon, zu denen neben Trypanosoma evansi auch Trypanosoma equiperdum und die drei Unterarten von Trypanosoma brucei zählen, sehr ähnlich. Trypanosoma evansi. unterscheidet sich von Trypanosoma brucei. praktisch nur durch vollständiges Fehlen der kDNA-Maxicircles. der im Kinetoplasten in vielen Kopien vorkommenden mitochondrialen DNA. Dieser Unterschied ist die Ursache dafür, dass sich Trypanosoma evansi nicht in Tsetsefliegen vermehren kann. Von der mitochondrialen DNA codierte Gene unter anderem für Cytochrome sind essentiell für den oxidativen Energiestoffwechsel, der von Trypanosoma brucei zur Vermehrung in Tsetsefliegen benötigt wird. In Säugetieren beschränken sich Trypanosomen auf die Glykolyse zur Energiegewinnung.
Detaillierte molekulare Untersuchungen kamen zu dem Schluss, dass Trypanosoma evansi nicht monophyletisch ist, sondern eine Gruppe von mehrfach entstandenen spontanen Mutationen von Trypanosoma brucei darstellt; daraus wurde abgeleitet, dass eine Einstufung als eigene Art nicht gerechtfertigt sei. Es wurde vorgeschlagen, die Parasiten als Unterart von Trypanosoma brucei mit der Bezeichnung Trypanosoma brucei evansi einzustufen.

## Verbreitung und Wirtstiere
Trypanosoma evansi kommt in Nordafrika, im Nahen und Mittleren Osten, in Asien und in Lateinamerika vor. Als natürliche Wirte werden neben Pferden und Kamelen auch Rinder, Büffel, Hirsche, der asiatische Elefant und Tiger genannt. Der wichtigste Vektor sind Bremsen, aber auch Wadenstecher tragen zur Verbreitung bei. In Südamerika sind auch Vampirfledermäuse an der Übertragung beteiligt; diese können auch als Reservoirwirt dienen, in denen sich der Parasit im Blut vermehrt. In Südamerika gilt ferner das Capybara als Wildreservoir.
In Indien wurde ein einziger gesicherter Fall eines durch eine Trypanosoma evansi-Infektion erkrankten Menschen beschrieben. Genaue Analysen zeigten, dass der Patient Mutationen in beiden Allelen des ApoLI-Gens hatte. Das von diesem Gen codierte ApoLI-Protein ist ein Apoprotein, dass für die Serumresistenz des Menschen gegen viele Trypanosomen verantwortlich ist. Nach diesem Fall wurde in der lokalen Bevölkerung festgestellt, dass offensichtlich eine größere Zahl von Menschen mit dem Parasit Kontakt hatte, ohne allerdings zu erkranken.

## Lebenszyklus
Trypanosoma evansi hat einen für Trypanosomen einfachen Lebenszyklus; eine Vermehrung findet ausschließlich in Säugetieren statt, ein Formenwechsel wie bei anderen Trypanosomen kommt nicht vor. Die Übertragung durch blutsaugende Insekten erfolgt rein mechanisch durch im Mundwerkzeug der Bremse verbliebene Zellen der letzten Blutmahlzeit an einem infizierten Säugetier.
Nach dem Stich eines Vektors, der kurz zuvor eine Blutmahlzeit von einem infizierten Tier aufgenommen hatte, gelangen Trypanosomen ins Gewebe des Säugetieres und von dort ins lymphatische System und in die Blutbahn, wo sie sich durch Längsteilung vermehren.